# Gustav Albrecht (Politiker, 1828)
Heinrich Theodor Gustav Albrecht (* 5. Februar 1828 in Hannover; † 22. August 1878 in Oldenstadt bei Uelzen) war ein deutscher Politiker aus der Familie Albrecht.
Der studierte Jurist Albrecht war von 1856 bis 1861 Bürgermeister der Stadt Bremervörde. Von 1868 bis 1878 amtierte er als Kreishauptmann im Kreis Uelzen. 1876 vertrat er den Kreis Uelzen im Preußischen Abgeordnetenhaus in Berlin.
Albrecht war der Sohn von Karl Franz Georg Albrecht.